# Maximilian Joseph von Lamberg
Graf Maximilian Joseph von Lamberg (* 22. November 1729 in Brünn; † 23. Juni 1792 in Kremsier) war Oberhofmarschall, Geheimrat und Konferenzminister beim Bischof von Augsburg, sowie Schriftsteller.

## Leben
Er stammte aus der Orteneck-Linie des Adelsgeschlechts Lamberg und war der Sohn des Grafen Karl Anton von Lamberg und dessen Frau Maria Lucretia Marquise Turrinetti de Prié. Lamberg studierte in Breslau, Berlin und Halle und war auf Cavalierstour in Frankreich (drei Jahre in Paris) und den Niederlanden. Dabei lernte er den Herzog Carl Eugen von Württemberg kennen und trat 1761 in dessen Dienste als Geheimer Rat und Schlosshauptmann. Er begleitete ihn auf dessen Italienreise. 1753 heiratete er Maria Theresia Gräfin Trautmannsdorf (1729–1755) – die Ehe blieb kinderlos – und nach dem Tod seiner ersten Frau heiratete er 1763 erneut in Bayern Maria Josepha Freiin von Dachsberg (* 1746), mit der er zwei Söhne und zwei Töchter hatte. 1764 wechselte er als Oberhofmarschall, Geheimrat und Konferenzminister zum Bischof von Augsburg, Joseph Ignaz Philipp von Hessen-Darmstadt.
1769 gab er seinen Posten auf, um eine größere Reise nach Italien, Korsika und bis nach Tunis zu unternehmen. Sie dauerte bis 1771. Er berichtet darüber in seinem Buch Memorial d’un Mondain (Tagebuch eines Weltmanns), das auch zahlreiche weitere Essays und Überlegungen zu den verschiedensten Themen enthielt. Es fand große Aufmerksamkeit und wurde bald in neuen Auflagen nachgedruckt. Seit 1772 war er Ehrenmitglied der Bayerischen Akademie der Wissenschaften.
Er berichtet darin auch von interessanten Zeitgenossen, die er traf, so von  Pasquale Paoli, dem französischen Gouverneur von Korsika Charles Louis de Marbeuf (1712–1786), James Boswell (ebenfalls für ein Reisebuch aus Korsika bekannt), der Diplomat und Kunstmäzen Giacomo Durazzo, den Grafen von Saint-Germain, der ihn auf seiner Reise teilweise begleitete, Kardinal Henry Benedict Stuart, den Philosophen Graf Oettingen-Baldern, Carlo Goldoni, Giacomo Casanova, die damals in Italien berühmte Stegreifdichterin (Improvisatrice) Corilla Olimpica und Wissenschaftler wie Laura Bassi, Ruder Boskovic und Luigi Ferdinando Marsigli.
Nach seiner Mittelmeer-Reise war er viel in Deutschland auf Reisen (als gern gesehener Gast „von einem Schloss zum anderen“), lebte als Privatmann in Landshut, Wien und Brünn und befasste sich mit Mathematik, Physik und Philosophie. Unter anderem veröffentlichte er einen Aufsatz, in  dem er der Frage nachging, ob man Gesichtskonturen und -formen durch algebraische Kurven kennzeichnen und damit quantifizieren könne. Er galt als großer Gelehrter und stand mit David Hume, Jean-Baptiste le Rond d’Alembert, Voltaire, Albrecht von Haller und Francesco Algarotti in Briefwechsel. Er sprach die wichtigsten europäischen Sprachen (Italienisch, Französisch, Englisch, Spanisch), war klassisch gebildet und mathematisch begabt, betätigte sich als Erfinder und besaß ein wertvolles physikalisches Kabinett. Er war von angenehmen Wesen und hatte deshalb den Beinamen Democritus dulcior.
Häufig war er in Olmütz bei dem befreundeten Erzbischof von Olmütz Anton Theodor von Colloredo und dessen Vorgänger Maximilian von Hamilton. Er starb auf dem Schloss des Erzbischofs von Olmütz in Kremsier.

## Schriften
- Lettres à quelques-unes des mes amis, Paris
- Mes fragments, Paris 1758
- Essai sur l’impossible: ouvrage problématique, Paris 1764
- Vanité de quelques-unes des nos connaissances, Paris 1766
- Nouveaux sujets de littérature et de philosophie, London 1767
- Reflexions sur la propriété d’une courbe algébraïque dont les contours marqueraient les traits d’un visage connu, Livorno 1770
- Mémorial d’un Mondain, J. G. Eßlinger, Frankfurt am Main 1774[3], Neuausgabe in zwei Bänden London 1776 und Wien: Trattner (Band 1, Archive, Band 2, Archive)
  - Deutsche Ausgabe: Tagebuch eines Weltmanns, Frankfurt am Main 1775 (Übersetzung der 1. Auflage G. L. Wagner)
- Epoques raisonnées sur la vie d’Albert de Haller, Leipzig 1778
- Lettres de l’auteur du Mémorial d’un Mondain sur une nouvelle méthode d’apprendre à parler, 1781
- Tablettes fantastiques ou Bibliothèque très particulière pour quelques pais et pour quelques hommes par l’auteur du Mémorial d’un Mondain, Dessau 1782
- Question sur une nouvelle manière de compter, ou Bustroph numéral dédié aux arithméticiens modernes, Paris 1782
- Le Canot ou lettres de Madame Blergx par l’auteur du Mémorial d’un Mondain, Wien 1782
- Lettres critiques, morales et politiques, Amsterdam (Hanau) 1786, Supplement 1786, Neuauflagen Bern 1786, 1787, Wien 1802
- Monatliche Korrespondenz aus den europäischen Geheimniß-Inseln (es erschien nur eine Ausgabe)
- Beiträge zu Hawliks Taschenbuch zur Aufmunterung vaterländischer Talente 1802 (von Ernst Hawlik)
- Über das Vergnügen, in: Hawliks Taschenbuch für Mähren 1803
- Auf die Rückkehr in mein Vaterland, Hawliks Taschenbuch für Mähren 1804 (sowie Auszüge aus Lambergs Gedicht Xenokrat)
- Gustav Gugitz (Hrsg.): Casanova und Graf Lamberg : Unveröffentlichte Briefe des Grafen Max Lamberg an Casanova aus dem Schloßarchiv in Dux, Bernina Verlag, Wien 1935